# Holcaeus dendrolimusi
Holcaeus dendrolimusi is een vliesvleugelig insect uit de familie Pteromalidae. De wetenschappelijke naam is voor het eerst geldig gepubliceerd in 1926 door Matsumura.